# Cinnyris bifasciatus
Cinnyris bifasciatus е вид птица от семейство Nectariniidae.